# Anton Zengeler
Anton Zengeler, auch Anton Zengler (* 17. November 1847 in Bonn; † 16. September 1913 ebenda:52), war ein deutscher Architekt, der vor allem in seiner Heimatstadt Bonn wirkte.

## Leben
Zengeler wuchs in einem katholischen:56, bürgerlichen Elternhaus als Sohn eines Dachdeckermeisters auf.:51 1868 legte er sein Abitur ab und begann anschließend eine Ausbildung an der Berliner Bauakademie. 1874 legte Zengeler das erste Staatsexamen ab und hatte danach als Regierungsbauführer (Referendar in der öffentlichen Bauverwaltung) die Bauleitung bei verschiedenen Erweiterungsbauten der Rheinischen Friedrich-Wilhelms-Universität Bonn inne. 1882 wurde er nach dem Bestehen des zweiten Staatsexamens zum Regierungsbaumeister (Assessor in der öffentlichen Bauverwaltung) ernannt und in Hannover, Hameln, Naumburg (Saale), Torgau, Merseburg, Erfurt und Kattowitz eingesetzt. 1888 schied Zengeler aus dem Staatsdienst aus und ließ sich in Bonn als selbständiger Architekt nieder. Unter anderem lieferte er wesentliche Anregungen für den 1892 fertiggestellten Neubau der Bonner Lese- und Erholungsgesellschaft am Rheinufer.:52
Nachdem er 1896 Mitinhaber des Schloßbrunnen Gerolstein bei Pelm in der geworden war, hielt er sich häufig in der Eifel auf. Dort widmete er sich unter anderem der Erforschung des ländlichen Bauwesens der Eifel und der Lebensgewohnheiten ihrer Bevölkerung sowie der Kasselburg bei Pelm, als deren bester Kenner er galt.:51 Zengeler verfasste eine 1913 veröffentlichte Sonderschrift des Rheinischen Vereins für Denkmalpflege und Heimatschutz, die in Zusammenarbeit mit dem Eifelverein erarbeitet und diesem zu seinem 25-jährigen Bestehen als Festgabe überreicht wurde. Darin beabsichtigte er, einen Überblick über die Baugeschichte und traditionelle Bauweise der Eifel zu geben sowie durch eine Darstellung sehenswerter und vorbildlicher Bauwerke der bis dahin vorherrschenden Sichtweise der Region als einer öden Landschaft mit schlechtem Baubestand zu begegnen.
Zengeler war einer der zwölf Stifter:25 des im Jahre 1889 gegründeten Vereins Beethoven-Haus Bonn. Er leitete auch die seinerzeitigen Wiederherstellungsarbeiten am Beethovenhaus und setzte sich erfolgreich für geringfügige Änderungen anstatt der ebenfalls vorgeschlagenen Rekonstruktion des vermuteten ursprünglichen Zustands des Gebäudes ein.:51 Auf seine Initiative geht das heutige Erscheinungsbild der Gartenseite des Beethovenhauses zurück. Zengeler wurde 1894/1895 zum stellvertretenden Schatzmeister des Vereins und zum Mitglied der Musikkommission gewählt; er blieb bis zu seinem Lebensende Mitglied im Vorstand des Vereins. Zengeler wurde auf dem Alten Friedhof in Bonn beigesetzt.:52

## Werk
Das LVR-Amt für Denkmalpflege im Rheinland führt eine Sammlung Zengeler. Sie umfasst Entwürfe, deren Zusammenhang mit ausgeführten Werken Ende der 1960er-Jahre noch ungeklärt war. Hierbei handelt es sich um Kamine, Möbel, Spiegel- und Gemäldeumrahmungen, Türrahmungen, Balkongitter, Vasen, Leuchter, Rocaillen, Wanddekorationen, Decken und Pavillons.

### Bauten in Bonn
| Bauzeit   | Ortsteil     | Adresse                                 | Bild           | Objekt                                           | Maßnahme                             | Anmerkungen                                                                             |
| --------- | ------------ | --------------------------------------- | -------------- | ------------------------------------------------ | ------------------------------------ | --------------------------------------------------------------------------------------- |
| 1889      | Gronau       | Wörthstraße 5 (heute Tempelstraße) Lage |                | Villa Friedrich König: Stall- und Remisengebäude | Neubau                               | 1900–1910 „Kronprinzenvilla“; 1952/53 abgebrochen                                       |
| 1889      | Südstadt     | Heinrich-von-Kleist-Straße 7/9 Lage     |                | Doppelwohnhaus                                   | Neubau                               | Denkmalschutz                                                                           |
| 1890      | Südstadt     | Am Hofgarten 15 Lage                    | weitere Bilder | Villa                                            | Neubau                               | Denkmalschutz                                                                           |
| um 1890   | Bonn-Zentrum | Bonngasse 20 Lage                       | weitere Bilder | Beethoven-Haus                                   | Wiederherstellung:51                 | Denkmalschutz                                                                           |
| 1891      | Südstadt     | Königstraße 76 Lage                     |                | (Kaffee)Rösterei und Verwaltung der Firma Zuntz  | Neubau (Bauherr: A. Zuntz sel. Wwe.) | 1980 bis auf Fassade und zwei Säle abgebrochen, heute „Chateau Gothique“; Denkmalschutz |
| 1895–1896 | Gronau       | Raiffeisenstraße 5 Lage                 | weitere Bilder | Villa „Ingenohl“                                 | Neubau                               | ab 1950/51 erster Sitz des Auswärtigen Amtes; Denkmalschutz                             |
| 1897      | Südstadt     | Poppelsdorfer Allee 62 Lage             |                | Wohnhaus                                         | Neubau                               |                                                                                         |
| 1899      | Südstadt     | Argelanderstraße 2a Lage                |                | Wohnhaus                                         | Neubau (Bauherr: Richard Zuntz)      | Denkmalschutz                                                                           |

### Denkmal zum Eisenbahnunglück in Pelm
Anton Zengeler lieferte den Entwurf für das 1898 eingeweihte Denkmal zum Eisenbahnunglück, das an den Eisenbahnunfall von Pelm 1897 erinnert.

## Schriften
- Die Kasselburg in der Eifel. In: Die Rheinlande IV. Nr. 8, Mai 1904.
- Rheinischer Verein für Denkmalpflege und Landschaftsschutz: Die ländliche Bauweise der Eifel. In: Mitteilungen des Rheinischen Vereins für Denkmalpflege und Heimatschutz. 7. Jahrgang, Schwann, 1913.